# Soledad Sevilla Portillo

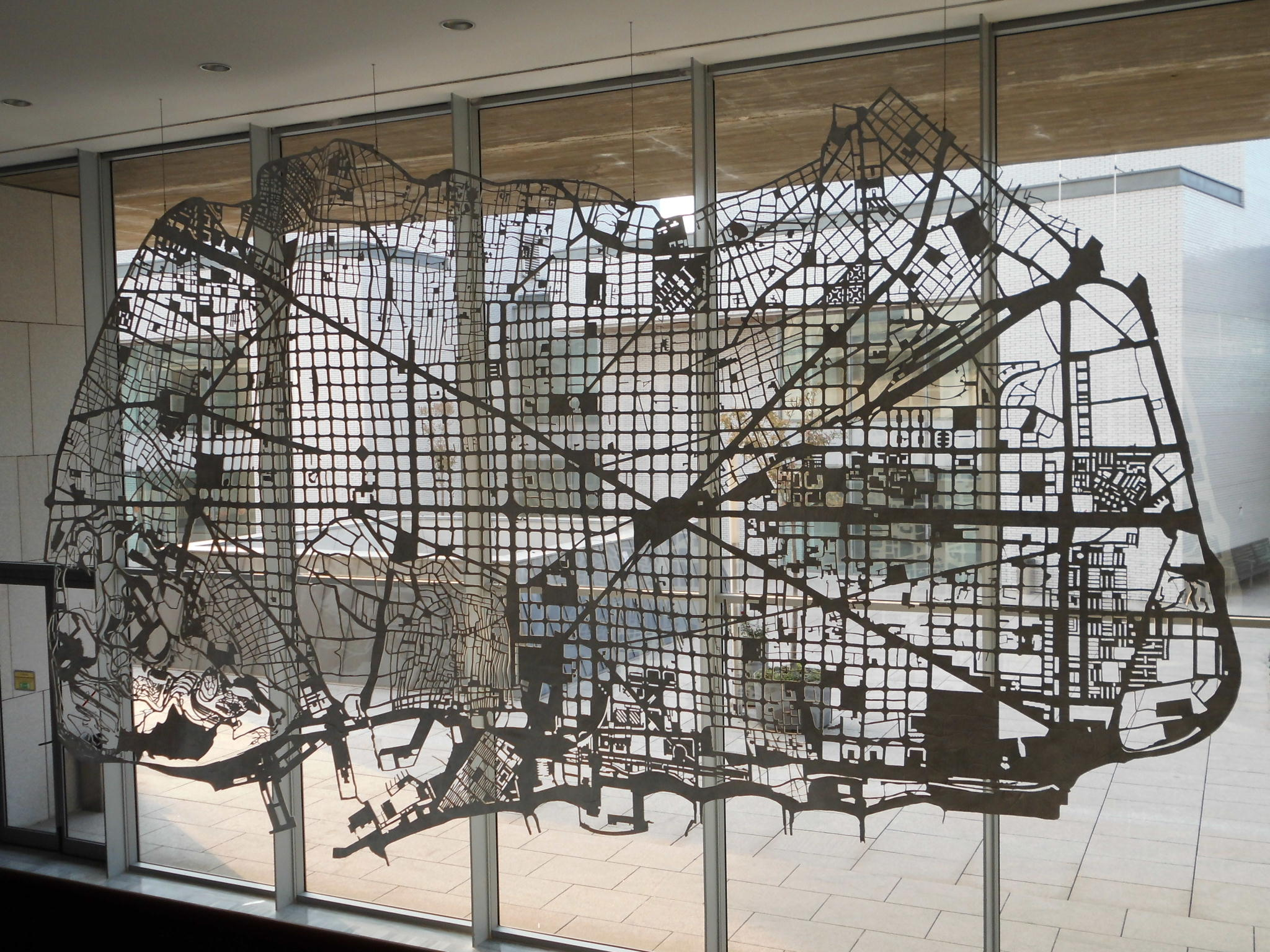
L'esquelet. L'ombra del sòl (Soledad Sevilla). Sant Quintí, 88 -vestíbul d'accés al nou Hospital de Sant Pau- (Barcelona)

Soledad Sevilla Portillo (València, 1944) és una artista valenciana. Ha treballat pintura, escultura, fotografia i instal·lacions. La seva obra s'inicià amb pintures treballades a partir de trames abstractes lineals, i ha anat derivant a instal·lacions on treballa una abstracció atmosfèrica i espacial.[1]

## Biografia[calcitació]
Va estudiar a l'Escola de Belles Arts de Sant Jordi. Les seves primeres produccions en els anys seixanta es van emmarcar en l'abstracció geomètrica i el minimalisme pictòric. De postures constructivistes, entre 1969 i 1971 forma part del Seminari anomenat «Generació automàtica de formes plàstiques», al Centre de Càlcul de Madrid. Al principi de la dècada dels 80 cursà estudis a la Universitat Harvard. El 1993 rebé el Premi Nacional d'Arts Plàstiques i el 2007 la Medalla d'Or al Mèrit en les Belles Arts.
Va viure molts anys a Barcelona i actualment resideix a Granada.

## Obra[calcitació]
El treball amb la geometria va ser la base normativa de la seva pintura a la dècada de 1970. A la dècada següent, i mentre estudiava a la Universitat Harvard, començà a treballar la sèrie Las meninas. Es tracta d'una reinterpretació dels espais i les atmosferes de la pintura de Diego Velázquez del mateix títol, que Soledad Sevilla treballà a partir de l'aplicació d'estructures reticulars. Quan tornà dels Estats Units realitzà diverses instal·lacions, a les quals continuava donant molta presència al caràcter pictòric, com a Leche y sangre. A la sèrie La Alhambra tornà a reinterpretar una obra, en aquest cas els espais del palau nassarita, a partir de l'estudi de la geometria i la retícula. La instal·lació Fons et Origo volia recrear els reflexos de la llum sobre l'aigua dels patis de la Alhambra. Des d'aquesta obra, la llum es convertí en central en el seu treball. Una altra peça que reprengué el treball amb la llum va ser la projecció que realitzà el 1992 al Castillo de Vélez Blanco, a Almeria. La projecció donà visibilitat al pòrtic renaixentista de l'edifici, que actualment està al Museu Metropolitan de Nova York. Totes aquestes instal·lacions mantenen una relació profunda amb les sèries pictòriques. En peces de la dècada del 2000 va treballar la figura de la finestra com a espai pictòric i també les textures de materials com la fusta i el metall.

## Presència a museus[calcitació]
Hi ha obra seva a diversos museus i col·leccions, com ara el Museu Nacional Centre d'Art Reina Sofia, el Museu de Belles Arts de Bilbao, la Künstmuseum Malmö, el Museu Marugame Hirai d'Art Espanyol Contemporani del Japó o el Parlament Europeu, entre molts d'altres.

## Premis i reconeixements
- 1979: Beca de Creació Artística, Fundació Juan March
- 1980: Beca Centro de Promoción de las Artes Plásticas e Investigación de Nuevas Formas Expresivas, Ministeri de Cultura Espanyol
- 1980-1982: Beca del Comitè Conjunt Hispà-Nord-americà per a la Cooperació Cultural i Educativa
- 1993: Premi Nacional d'Arts Plàstiques
- 2007: Medalla d'Or al Mèrit en las Belles Arts
- 2007: Premi Alfons Roig, Comunitat Valenciana
- 2007: Medalla José María Rodríguez-Acosta, Acadèmia de Belles Arts de Granada
- 2008: Premi Barón de Forna, Reial Acadèmia de Belles Arts de San Fernando
- 2013: Artista seleccionada d'Artevalencia
- 2014: Premi Arte y Mecenazgo[1]
- 2020: Premi Velázquez d'Arts Plàstiques[2]